# Четвёртая поправка к Конституции Ирландии
Четвёртая поправка к Конституции Ирландии — поправка к Конституции Ирландии, принятая по результатам референдума 7 декабря 1972 года (поправка была внесена в закон 5 января 1973 года), снизившая возраст получения избирательных прав с 21 до 18 лет.
В ходе референдума в тот же день также обсуждалась пятая поправка к Конституции Ирландии.
Текст правки в статье 16.1.2:

Каждый гражданин, вне зависимости от пола, достигший возраста в двадцать один год восемнадцать лет, не дисквалифицированный по закону и соответствующий положениям закона, касающегося выборов членов палаты Дойл Эрян, должен иметь право голоса на выборах членов палаты Дойл Эрян.
Оригинальный текст (англ.)Every citizen without distinction of sex who has reached the age of twenty-one eighteen years who is not disqualified by law and complies with the provisions of the law relating to the election of members of Dáil Éireann, shall have the right to vote at an election for members of Dáil Éireann.

## Результаты
| Четвёртая поправка в Конституцию Ирландии | Четвёртая поправка в Конституцию Ирландии | Четвёртая поправка в Конституцию Ирландии |
| За или против                             | Голосов                                   | Процент                                   |
| ----------------------------------------- | ----------------------------------------- | ----------------------------------------- |
| За                                        | 724 836                                   | 84.64%                                    |
| Против                                    | 131 514                                   | 15.36%                                    |
| Действительные голоса                     | 856 350                                   | 94.79%                                    |
| Чистые или бракованные бланки             | 47 089                                    | 5.21%                                     |
| Всего голосов                             | 903 439                                   | 100.00%                                   |
| Явка                                      | 50.65%                                    | 50.65%                                    |
| Число избирателей                         | 1 783 604                                 | 1 783 604                                 |